# Ibo (ritmo)
Ibo o Igbo es un ritmo originario de África occidental, específicamente de la zona de Nigeria. De uso extendido en Haití, está íntimamente vinculado al culto voodoo. Está considerado como una “una danza de nación” del big drum. conjunto de influencia del ibo pueden encontrarse en los toques de la tambora de doble parche usada en el merengue dominicano.
También se denomina con este nombre al conjunto de tambores de forma cilíndrica que se usan en algunas celebraciones como djouba. Así mismo, Ibo es el nombre de un loa o espíritu, de carácter benigno, invocado por los creyentes para la solución de inconvenientes.